# Aluelap
Aluelap - bóg czczony na Ifalik w Karolinach.
Aluelap był stwórczym bogiem najwyższym, patronem nawigatorów statków. Jego małżonką była Semiligoror, z którą miał dwóch synów Olevata i Lugeilanga.

## Strona zewnętrzna
- Micronesian Journal of the Humanites and Social Sciences